# Honschaft Walbrecken
Die Honschaft Walbrecken war im Mittelalter und der Neuzeit eine Honschaft im Kirchspiel Lüttringhausen im bergischen Amt Beyenburg.
Zu der Honschaft gehörten 1547 neben dem Sitz des Hofgerichts in Walbrecken die Höfe und Wohnplätze Steinhaus, In der Hardt, Spieckern, Mesenholl, Seringhausen, Obersondern, Niedersondern, Mosblech, Vor der Brücke, Hengsten, Gangolfsberg, Stoffelsberg, Nöllenberg, Kotthausen, Oberdahl und Niederdahl. 
1597 werden in einem Verzeichnis der Schatz- und Dienstgüter des Amtes Beyenburg zusätzlich die Kotten In der Heye und Bruckberg genannt. 
Im 18. Jahrhundert zählten darüber hinaus Auf’m Hagen, Grünental, Hardtplätzchen, Neuenhaus an der Wupper/Oedeschlenke, Dahlhausen, Rottland, Spieckerheide, Spieckerlinde und Trompete zu der Honschaft.
Im Jahr 1797 wurden für die Honschaft 84 Einwohner, 66 Feuerstätten, 964 bergische Morgen Ackerland, 144 berg. Morgen Wiesen, 1.066 berg. Morgen Wald sowie sechs Pferde und 188 Ochsen und Kühe verzeichnet.
Die Honschaft überstand die kommunale Neuordnung im Großherzogtum Berg unter französischer Verwaltung ab 1806, wurde von dieser aber nach Auflösung der bergischen Ämter der neu gegründeten Munizipalität bzw. Mairie Lüttringhausen zugewiesen. Nach Abzug der Franzosen aus dem Rheinbundstaaten 1813 nach der Niederlage in der Völkerschlacht von Leipzig wurde unter Preußen die Honschaft 1815 der Bürgermeisterei Lüttringhausen im Kreis Lennep zugeordnet, die in direkter Nachfolge der Mairie stand.
Bis 1832 kamen laut der Statistik und Topographie des Regierungsbezirks Düsseldorf noch die Wohnplätze Beyenburgerberg, Dahlerau, Hardtbach, Vor der Hardt, Oberhof Scharpenstein, Windfoche und Wolfskuhle hinzu.
Laut der Statistik besaß die Honschaft 1832 eine Einwohnerzahl von 1150, die sich in 174 katholische und 967 evangelische Gemeindemitglieder aufteilten. Die Wohnplätze der Honschaft umfassten zusammen 124 Wohnhäuser, 24 Fabriken und Mühlen, 82 landwirtschaftliche Gebäude und ein öffentliches Gebäude.
Bis 1929 gehörte das Gebiet der Honschaft Walbrecken zur Stadt Lüttringhausen im Kreis Lennep und wurde dann zum größten Teil in die kreisfreie Stadt Wuppertal eingegliedert. Kleinere Gebiete fielen an die Stadt Radevormwald.